# 翼は心につけて
『翼は心につけて』（つばさはこころにつけて）は1978年公開の日本映画。製作会社は翼プロダクション、配給は共同映画全国系列会議。石田えりのデビュー作。

## 概要
15歳の中学生が骨肉腫と闘い、右腕切断の大手術をうけながらもたくましく精一杯生きた姿を描いた作品。1977年に実話に基づいて執筆されたノンフィクション小説を映画化したものである。 撮影はおもに開校直前の時期の狛江市立狛江第三中学校で行われ、日活の撮影所に近い調布、狛江、鶴川と京王、小田急沿線や甲州、鶴川街道、多摩川沿いなども撮影場所となっている。

## キャスト
- 鈴木亜里：石田えり
- 鈴木伸夫（父）：フランキー堺
- 鈴木佳代（母）：香川京子
- 鈴木洋（弟）：上村和也
- 山本智子：渡辺みえ
- 中館教授：鈴木瑞穂
- 朝倉医師：山口崇
- 原看護婦：松本典子
- 小島看護婦：小林伊津子
- 横山ケースワーカー：佐々木愛
- 堤（父の同僚）：村上不二夫
- 松本（父の同僚）：岡本信人
- 森クラス担任：山本圭
- テニスクラブ顧問：荒井注
- 国語の教師：土居まさる
- 安倍（患者）：村瀬幸子
- 沼田（患者）：原知佐子
- 老人の患者：嵯峨善兵
- 坂本（高校教師）：永井智雄
- 教務主任：武内亨
- 塾の教師：灰地順
- 高校の校長：宇野重吉

## スタッフ
- 監督：堀川弘通
- 脚本：寺島アキ子、堀川弘通
- 企画、製作：山口逸郎
- 原作：関根庄一
- 撮影：中尾駿一郎
- 照明：久米成男
- 美術：川崎軍二
- 編集：中静達治
- 音楽：三善晃
- 音楽指揮：尾高忠明
- 演奏：東京コンサーツ

## 主題歌・挿入歌
翼は心につけて
- 作詞：吉原幸子、作曲・編曲：三善晃、歌：横井久美子

翼を下さい
- 作詞：山上路夫、作曲：村井邦彦、編曲：星久、歌：横井久美子、星久とウィングス

## レコード
- 1978年、企画・制作：翼プロダクション、東芝EMI製造によりサウンドトラック盤LPが発売された（品番 LRS-607）。主題歌、挿入歌を含む全13曲収録。

## テレビ放送
- 2014年11月30日[1]と2015年2月15日[2]にBS11「日曜名画座」で放送された。

## 関連書籍
- 関根庄一著『翼は心につけて―ガンと闘って死んだ十五歳の少女が教えてくれたこと』（一光社）ISBN 9784752860013

## DVD
- 2014年5月24日、紀伊国屋書店よりDVDが発売された（品番 KKJS-174）。

## 参考資料
- 「翼は心につけて」パンフレット（1978年、翼プロダクション）